# (300081) 2006 UB217
(300081) 2006 UB217 es un asteroide perteneciente al cinturón de asteroides, descubierto el 29 de octubre de 2006 por Berton Stevens desde el Observatorio Desert Moon, Las Cruces, Nuevo México, Estados Unidos.

## Designación y nombre
Designado provisionalmente como 2006 UB217.

## Características orbitales
2006 UB217 está situado a una distancia media del Sol de 3,003 ua, pudiendo alejarse hasta 3,847 ua y acercarse hasta 2,159 ua. Su excentricidad es 0,280 y la inclinación orbital 13,86 grados. Emplea 1901,38 días en completar una órbita alrededor del Sol.

## Características físicas
La magnitud absoluta de 2006 UB217 es 16,3.